# Ksenija Pajčin
Ksenija Pajčin, cyr. Ксенија Пајчин (ur. 3 grudnia 1977 w Belgradzie, zm. 16 marca 2010 w Belgradzie) – serbska piosenkarka, projektantka mody i fotomodelka wykonująca muzykę dance, pop i turbofolk. Posługiwała się pseudonimem Xenia.
Swoją karierę zaczynała od tańca dyskotekowego, występując w grupie tanecznej The Duck. Sławę w Serbii przyniosła jej piosenka Дачо волим те, od której zaczęła karierę solową.
Zginęła wskutek postrzału w głowę z pistoletu, w swoim belgradzkim mieszkaniu. Zawiadomiona przez matkę policja znalazła ciało Kseniji Pajčin i jej przyjaciela Filipa Kapisody. Pochowana 20 marca 2010 na Nowym Cmentarzu (Novo Groblje) w Belgradzie.

## Albumy
- 1997: Too Hot to Handle
- 2001: Extreme
- 2005: Sigurna
- 2006: The best of